# Leipsic (Delaware)
Leipsic je gradić u američkoj saveznoj državi Delaware. Prema popisu stanovništva iz 2010. u njemu je živjelo 183 stanovnika.